# LDV Maxus

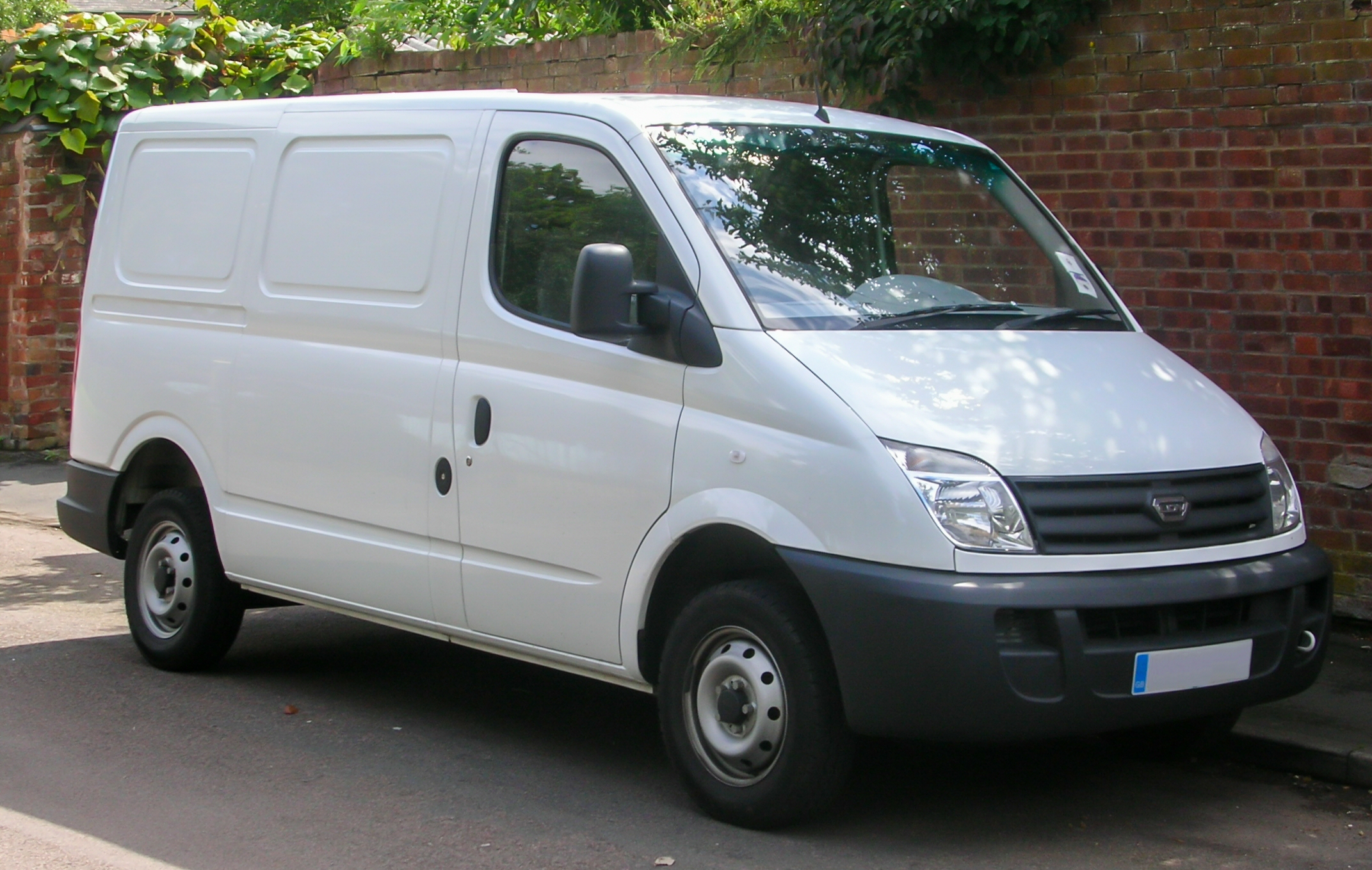
LDV Maxus

De LDV Maxus is een bestelbus van de Britse autofabrikant LDV uit Birmingham, die ontstond in samenwerking met Daewoo en geproduceerd werd van van 2004 tot eind 2009.

## Geschiedenis
LDV had een opvolger nodig voor de Convoy/Pilot-serie, die oorspronkelijk al vanaf 1974 werd gebouwd. Daewoo Motors had een opvolger nodig voor de Daewoo Lublin en men besloot een gemeenschappelijke opvolger te ontwikkelen. In totaal was al £ 500.000.000 uitgegeven toen Daewoo Motors in 2001 failliet ging.
General Motors nam Daewoo Motors over, de rechten van het Maxus-project werden verkocht aan de LDV Group. Later kocht LDV ook gereedschap en productielijnen uit de Poolse fabriek van de Daewoo Lublin en installeerde die in de fabriek in Birmingham.
Eind 2004 startte de serieproductie van de Maxus en vanaf 2005 werden de bestel- en minibussen aangeboden op de Britse markt. In 2006 kocht de Russische Groep GAZ een meerderheid van de LDV Group. GAZ wilde op lange termijn met de Maxus zijn GAZel-model vervangen.

## LDV Maxus
De bus verschilde qua uiterlijk compleet met zijn voorgangers, de LDV Pilot, de Cub en de Convoy. De kilometerteller, temperatuurmeter, brandstofmeter en toerenteller waren centraal in het dashboard geplaatst. De auto had onder meer standaard elektrische en verwarmde spiegels, airbags en een radio-/CD-speler. In de motorruimte hing een 2.5 l common-rail 16V-dieselmotor met een vermogen van 95 pk, een motor die ook in de Chrysler Voyager zat. Kenmerkend was de turbo-fluit die bij 2000 toeren goed hoorbaar was.
In 2005 is de Maxus in Engeland uitgeroepen tot Van Of The Year 2005. Ook kreeg de bestelbus de nominatie van Minivan Of The Year en Combi Of The Year 2005 toegereikt. De Engelse overheid gaf orders aan LDV voor de politie en de posterijen. Speciale bedrijven bouwden de Maxus-bestelbussen om naar wensen van klanten. De LDV Group heeft ook een elektrische Maxus ontworpen met dezelfde vormgeving als de dieselvariant.

## Het einde van LDV
In 2006 stak de Groep GAZ 180 miljoen pond in het bedrijf om een doorstart te maken, nadat het in de problemen was gekomen. LDV leek gered te zijn maar door de recessie kwam er eind 2009 een einde aan de productie van de LDV-bestelbussen. LDV zou worden overgenomen door een fabrikant in Kuala Lumpur waar de Maxus al in licentie geproduceerd werd, maar ook deze overname ging niet door. Daarna was er een investeerder van de Britse telefoonmaatschappij British Telecom die er brood in zag om de 850 werknemers hun baan te laten behouden, maar ook dit plan ging van tafel.
Begin 2010 werd begonnen met het leeghalen van de fabriek in Birmingham. Alle machines, computers, mallen en onderdelen werden verscheept naar China. Het fabrieksgebouw werd gesloopt.

## Productie na het einde van LDV

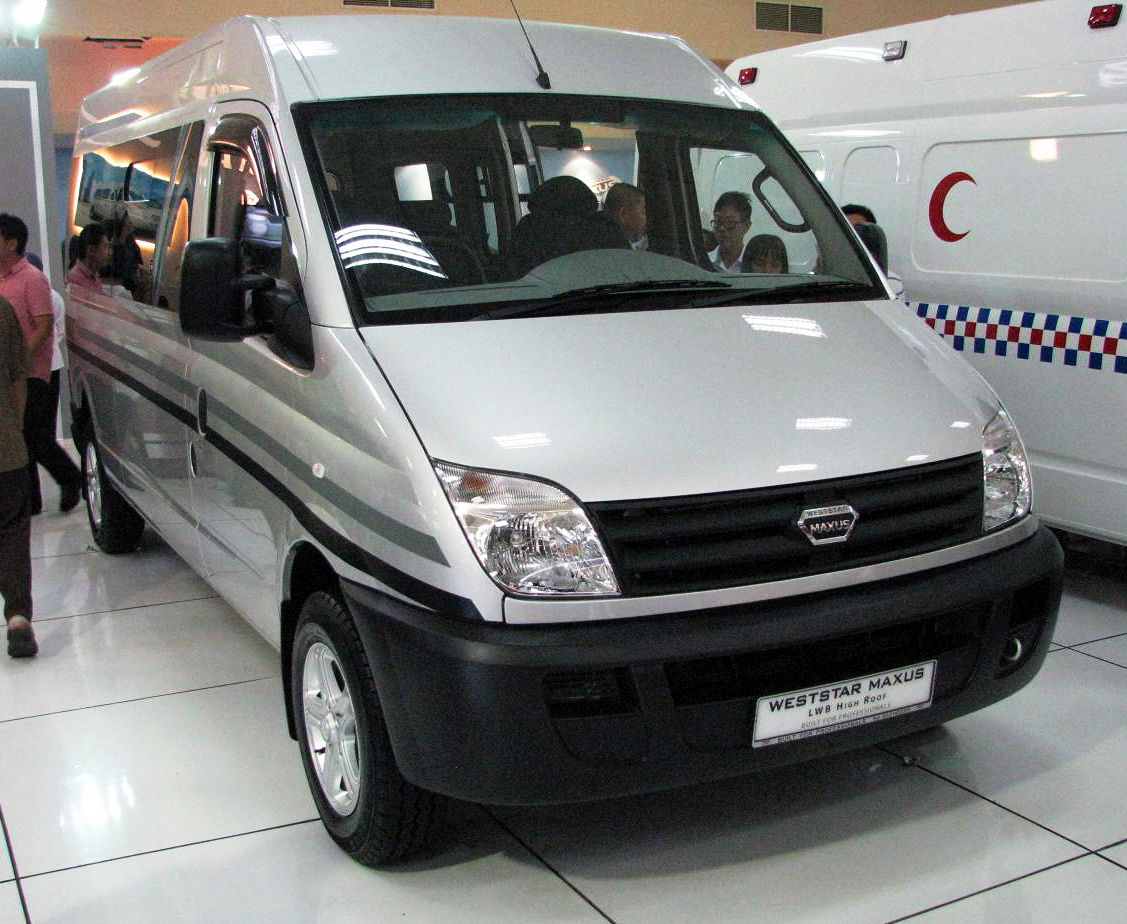
Weststar Maxus

Al sinds 2007 wordt de Maxus in Maleisië door HICOM Automotive Manufacturers onder de aanduiding Weststar LDV in licentie geproduceerd.
Sinds 2011 rolt het model ook bij de huidige rechthebbende SAIC in China van de band. Daar wordt hij onder de aanduiding Maxus V 80 gebouwd. Van de auto is ook een elektrische versie verschenen onder de naam Maxus EV80. De elektromotor en accu (56 kWh) zijn van eigen fabricaat, de fabrikant geeft een actieradius op van 200 kilometer.

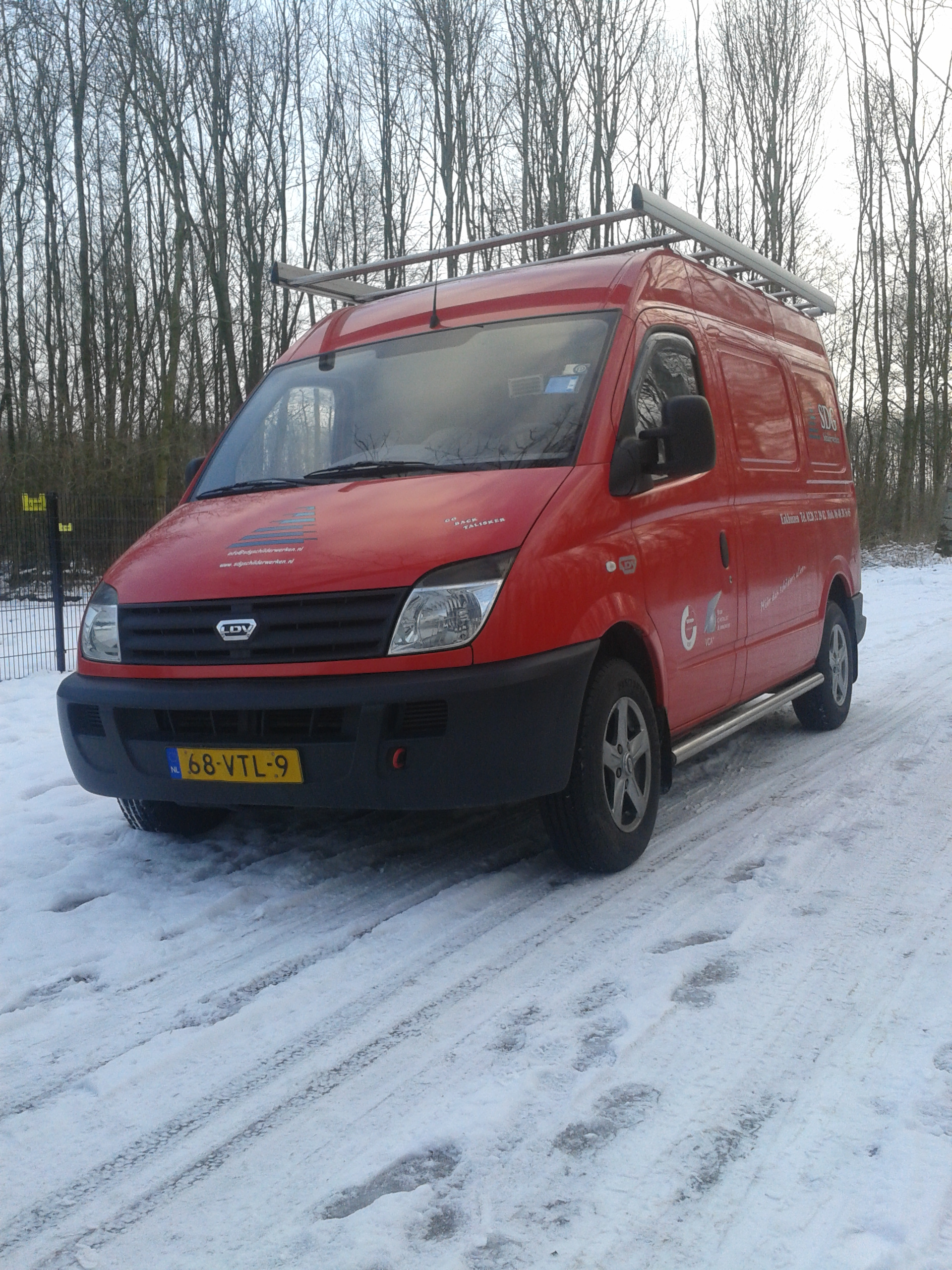